# Кейнянен, Сами
Сами Кейнянен (фин. Sami Keinänen, род. 23 ноября 1973, Рованиеми) — финский рок-музыкант, бывший бас-гитарист группы Lordi.

## Биография
Кейнянен является одним из основателей группы Lordi, в которой выступал под псевдонимом G-Stealer в образе инопланетного чудища из звёздной системы Мю Жертвенника. В группе играл с 1996 по 1999 годы, участвовал в записи альбома Bend Over And Pray The Lord, который вышел в свет только весной 2012 года на сборнике Scarchives vol. 1. Изначально собирался выбрать себе имя Gene Replacer в честь Джина Симмонса как потенциальный кандидат на его место в составе группы Kiss, однако вскоре отказался от этой идеи. В 2000 году уехал в Великобританию, где сейчас живёт и работает. После ухода его костюм и роль взял ударник Астала «Kita» Сампса. Поддерживает контакты с другим бывшим участником Lordi Сами «Magnum» Волькингом.